# Чибок
Чибок (англ. Chibok) — район местного управления в штате Борно (Нигерия). Административный центр района — город Чибок. Площадь района — 1 350 км², население 66 105 чел. (по переписи 2006 года).
Почтовый индекс района — 601.

## История
В апреле 2014 года во время налёта боевиков из исламистской секты Боко харам из школы города Чибок были похищены около 270 девочек.
В апреле 2015 года село захвачено боевиками «Боко Харам». По мнению военных Нигерии, у них в плену до 200 девушек, однако это опровергает американская раздведка. Сами же исламисты почти разгромлены в ходе масштабного наступления и поселение скоро будет освобождено от боевиков.